# بيتر باكولت
بيتر باكولت (بالألمانية: Peter Pacult) مواليد 28 أكتوبر 1959 في فيينا، هو لاعب كرة قدم نمساوي سابق كان يلعب كمهاجم. لعب خلال مسيرته 448 مباراة سجل خلالها 206 أهداف.

## المسيرة الاحترافية

### أندية لعب لها
- نادي فينر
- رابيد فيينا
- نادي لينز
- ميونخ 1860
- أوستريا فيينا

## روابط خارجية
- بيتر باكولت على موقع قاعدة بيانات كرة القدم.إي يو (الإنجليزية)
- بيتر باكولت على موقع بيانات كرة القدم. دي إي (الألمانية)
- بيتر باكولت على موقع ناشيونال فوتبول تيمز (الإنجليزية)
- بيتر باكولت على موقع عالم كرة القدم.نت (الإنجليزية)